# Tradição Vieira

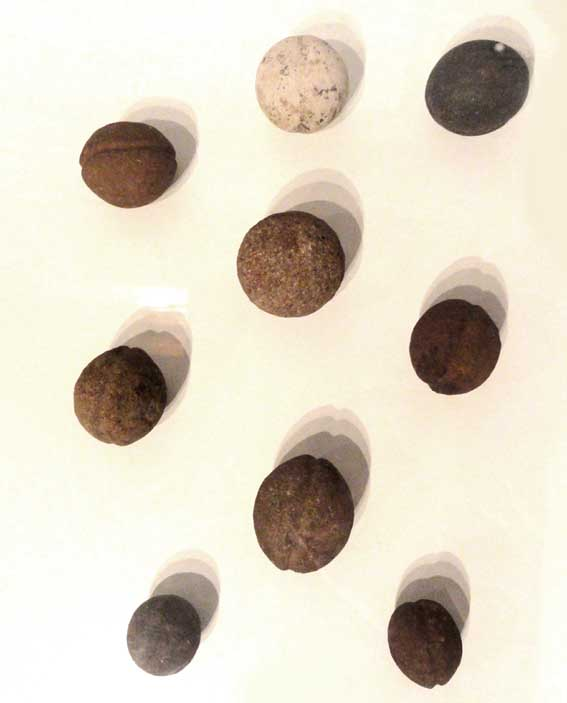
Pesos de boleadeira, Tradição Umbu-Vieira.

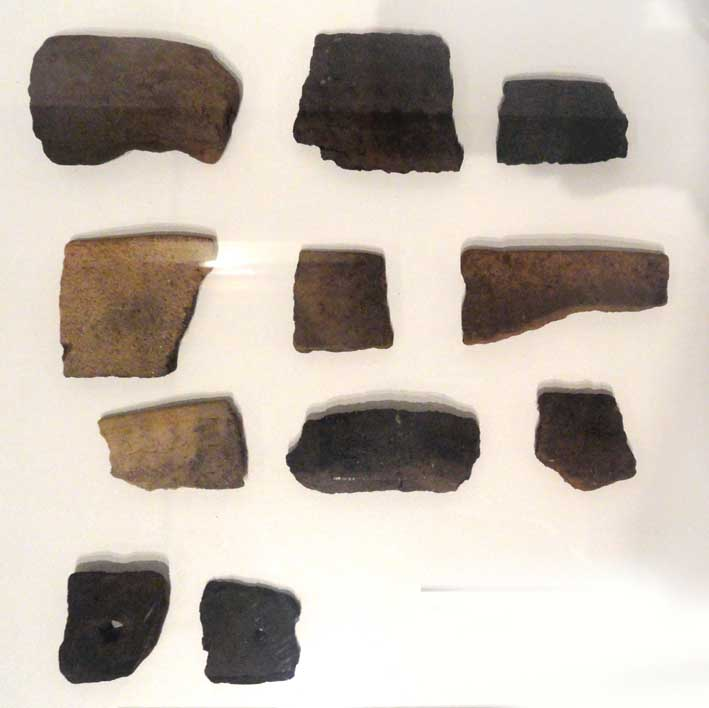
Fragmentos de cerâmica da Tradição Vieira.

Tradição Vieira se refere à cultura material de antigos povos indígenas do Rio Grande do Sul, no Brasil. Suas origens e caracterização ainda são pouco conhecidas. Considera-se que seja uma ramificação da Tradição Umbu, a cultura dos primeiros povoadores da região sul do Brasil e de partes do Uruguai e Argentina, que se estabeleceram naquela região em torno de há 11000 a 12000 anos.
A Tradição Umbu foi primariamente uma cultura lítica, ou seja, identificada a partir de achados arqueológicos em pedra. Depois adquiriu também características de uma cultura cerâmica. Nesta tradição, os achados predominantes são as pontas de flecha e lança, de fatura rústica, equivalente ao período da pedra lascada, indícios que apontam para uma vida de caçadores-coletores. Por volta de há dois mil anos os povos dessa tadição entraram em contato com povos guaraníticos provenientes da Amazônia, que eram basicamente horticultores-ceramistas, aprendendo com eles a modelar e cozer o barro para produzir utensílios. Desta forma, a Tradição Vieira parece ser o resultado desse intercâmbio cultural. Os Charruas, Minuanos e Yaros foram os povos indígenas associados a essa tradição. O sítio arqueológico mais antigo foi datado em 120-20 a.C., e o mais recente em 1670-1830 d.C., um período em que a colonização europeia já estava avançada.
Sua presença abrange a área das lagoas dos Patos, Mirim e Mangueira, os campos de Tapes, até o sul do departamento de Rocha no Uruguai e o alto dos rios Negro, Ibicuí e Jacuí, num diâmetro de aproximadamente 300 km. Os sítios mostram uma ocupação mais ou menos contínua, mas apenas sazonal, e seus restos apontam para comunidades de pescadores e caçadores-coletores, em geral nômades ou seminômades, mas podem ter cultivado plantas nos meses quentes. Na fase final, em que passa a ser maciça a influência guarani, a agricultura pode ter se tornado mais importante. Seus assentamentos eram pequenos, com cabanas unifamiliares. Estão associados aos chamados "cerritos", pequenos montes artificiais cuja função exata é controversa, mas provavelmente se destinavam a dar uma base seca em áreas alagadiças para o estabelecimento de seus acampamentos.
Em alguns aspectos a sua cerâmica é semelhante à cerâmica guarani, mas em geral tem confecção mais tosca e malcozida, em recipientes menores e de paredes mais grossas, com marcas de palha na superfície e restos de palha na massa do barro. Ao longo do tempo se nota uma evolução para uma técnica um pouco mais elaborada, aparecendo até alguns detalhes ornamentais como marcas digitais, impressão de cestaria, incisões, estrias. Embora a cerâmica componha os restos mais abundantes nesta Tradição, caracterizando-a, também são encontrados comumente artefatos em pedra lascada ou polida, como moedores, pesos de boleadeira, quebra-coquinhos, lâminas, e objetos em osso de vários animais, trabalhados na forma de pontas de projéteis e anzóis (ambos escassos), furadores, raspadores.
Dois esqueletos quase completos foram resgatados no dia 30 de março de 2001 na localidade de Capão Seco, a 45 quilômetros de Rio Grande, revelando possível existência de um cemitério indígena nesta região. Os índios tinham as cabeças viradas para o oeste, lado do pôr do sol. Um esqueleto estava sem os pés e parte do crânio. O outro, mais conservado, foi enterrado pernas flexionadas sobre um dos braços. Os arqueólogos da Fundação Universidade Federal do Rio Grande  acreditam que os corpos foram enterrados entre há 500 e 2000 anos, período em que este povo habitou o território gaúcho, tendo sido expulsos da região com a chegada dos guaranis no local há cerca de 800 anos.